# 9·30中學生罷課集會
9·30中學生罷課集會是中學生罷課平台在中環遮打花園舉行的一次集會，目的是爭取五大訴求，約有1500名人士參與集會。

## 經過
集會中有多位學生上台發言，分享他們對這場運動的看法。

## 後續
主辦方宣布有約1500名人士參與集會。香港眾志副主席鄭家朗認為，是次集會的參與人數可接受，但有防暴警員於會場附近巡邏，或許會影響學生情緒。他譴責警方以恐嚇手段打擊參與集會的自由。

## 外部連結
1. ↑  . 東方日報. 2019-09-30  [2019-10-06]. （原始内容存档于2020-05-23）.